# Боро Божиновски
Боро Божиновски с псевдоним Пърцан е югославски патризанин, участник в комунистическата съпротива във Вардарска Македония.

## Биография
Роден е през 1917 година в град Куманово. През 1936 става член на СКМЮ, а от следващата година и на ЮКП. На 12 октомври 1941 година влиза в Козячкия народоосвободителен партизански отряд. На 17 октомври 1941 година успява да пробие засада при село Малотино и през пролетта на 1942 година се включва от Вранския народоосвободителен партизански отряд. След това влиза в Скопския народоосвободителен партизански отряд. Бил е част и от Велешко-прилепски народоосвободителен партизански отряд „Димитър Влахов“. Умира на 12 септември 1942 година в сражение с български военни части, полиция и балисти край манастира „Благовещение Богородично“ в Скопска Църна гора.